# Kinston (North Carolina)
Kinston is een plaats (city) in de Amerikaanse staat North Carolina, en valt bestuurlijk gezien onder Lenoir County.

## Demografie
Bij de volkstelling in 2000 werd het aantal inwoners vastgesteld op 23.688.
In 2006 is het aantal inwoners door het United States Census Bureau geschat op 22.729, een daling van 959 (-4.0%).

## Geografie
Volgens het United States Census Bureau beslaat de plaats een oppervlakte van
43,7 km², waarvan 43,3 km² land en 0,4 km² water. Kinston ligt op ongeveer 24 m boven zeeniveau.

## Plaatsen in de nabije omgeving
De onderstaande figuur toont nabijgelegen plaatsen in een straal van 24 km rond Kinston.

## Geboren
- Tab Smith (1909-1971), Amerikaans saxofonist
- Skeeter Best (1914–1985), jazzgitarist van de swing en de modern jazz
- Maceo Parker (1943), saxofonist
- Jocelyn Brown (1950), R&B- en dance-zangeres
- Cedric Maxwell (1955), basketballer
- Christa Sauls (1972), actrice en model
- Jaime Pressly (1977), actrice
- Brandon Ingram (1997), basketballer